# Бриггс, Чарльз Джеймс
Чарльз Джеймс Бриггс (англ. Sir Charles James Briggs; 22 октября 1865, Замок Хилтон, Сандерленд — 27 ноября 1941, Уикхембрук, Суффолк) — британский генерал, участник Второй англо-бурской и Первой мировой войн.

## Биография
Сын полковника. В 1886 году поступил на службу в гвардейский драгунский полк. Адъютант командующего войсками в Египте (1892—1893). Бригадный адъютант в 4-й кавалерийской бригаде (1897—1899). Майор в 3-й кавалерийской бригаде.
Участник англо-бурской войны, был ранен в бою у Магерсфонтейна. Командир 1-го имперского легкоконного полка (1901—1902); подвижной колонны (1901—1902). Командовал Трансваальскими добровольцами (1905—1908), участвовал в подавлении зулусского восстания в Натале (1906).
Командовал Юго-Восточной кавалерийской бригадой (1910—1913), 1-й Кавалерийской бригадой (1913—1914).
Участник Первой мировой войны 1914—1918. Командовал 1-й кавалерийской бригадой (1914—1915), 3-й Кавалерийской дивизией (1915); 28-й дивизией (1915—1916), 16-м корпусом на Салоникском фронте (1916—1919).
В феврале-июне 1919 г. возглавлял Британскую военную миссию при ВСЮР. До этого назначения Бриггс никогда не был в России и не знал русского языка. Его назначение, вероятно, объяснялось тем, что он имел чин генерал-лейтенанта и находился в Салониках, близко к Югу России.
Ему были даны неопределенные инструкции поддерживать связь между генералом Деникиным и Британским военным министерством через генерала Милна в Константинополе. Задачей миссии было сообщать о военной ситуации на Юге России, изучить потребности деникинской армии и наблюдать за распределением британской помощи ВСЮР.
Бриггс возглавлял британскую миссию на Юге России до 12 июня 1919 года.
На его (Генерала Пуля) место был прислан сухой и точный бригадный генерал Бриггс — этот мог лучше вести политику и на каждый вопрос генерала Деникина или кого-либо неизменно отвечал: «Об этом я снесусь с Константинополем», «Из Константинополя ещё нет по этому поводу указаний». Даже такой пустяк, как разрешение русскому человеку въехать в русский Батум, требовал запроса Константинополя, а оттуда Лондона.П.Н. Краснов
В военном министерстве (1919—1920). Вышел в отставку в 1923.